# チェ・ヌネリー
チェ・ヌネリー（Ché Nunnely、1999年2月4日 - ）は、オランダ・アルメレ出身のサッカー選手。SCヘーレンフェーン所属。ポジションはフォワード。

## 経歴
2012年にアヤックスの育成組織であるアヤックス・アカデミーに加入し、2016-17シーズンにヨング・アヤックスへと昇格を果たした。2017年1月13日、FCエメン戦がプロデビューとなったが、トップチームでの出場は叶わなかった。
2019年6月19日、ヴィレムIIと2年契約を交わした。
2023年1月19日、SCヘーレンフェーンに2年契約で加入した。